# Raimund Harmstorf

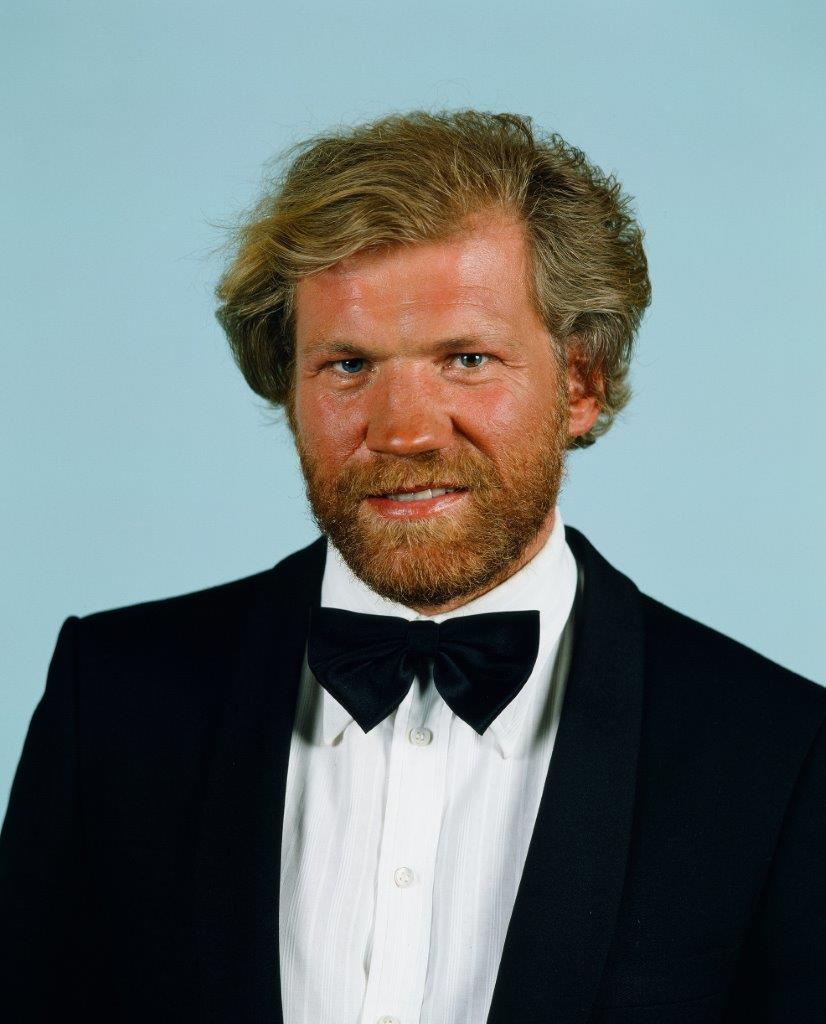
Raimund Harmstorf (1980er Jahre)

Raimund Harmstorf (* 7. Oktober 1939 in Hamburg; † 3. Mai 1998 in Marktoberdorf) war ein deutscher Schauspieler. Bekannt wurde er Anfang der 1970er Jahre durch die Hauptrolle in dem Fernseh-Mehrteiler Der Seewolf.

## Leben
Raimund Harmstorf wuchs als Sohn eines Arztes in Hamburg auf. Er wurde Zehnkampfmeister von Schleswig-Holstein und studierte zunächst Medizin, später Musik und darstellende Kunst. Er war ab Ende der 1960er Jahre in kleineren Fernsehrollen zu sehen. Seinen Durchbruch als Schauspieler hatte er 1971 in der Rolle des Wolf Larsen in Der Seewolf, der Verfilmung des gleichnamigen Romans von Jack London.
Harmstorf erlitt im Laufe seines Lebens bei mehreren Unfällen schwere Verletzungen. Sein Fischrestaurant „Zum Seewolf“, das er in Deidesheim betrieb, musste Insolvenz anmelden. In seinen letzten Lebensjahren litt der Schauspieler an der Parkinson-Krankheit und ließ sich in einer psychiatrischen Klinik behandeln. Raimund Harmstorf war zuletzt mit Gudrun Staeb liiert.

## Tod

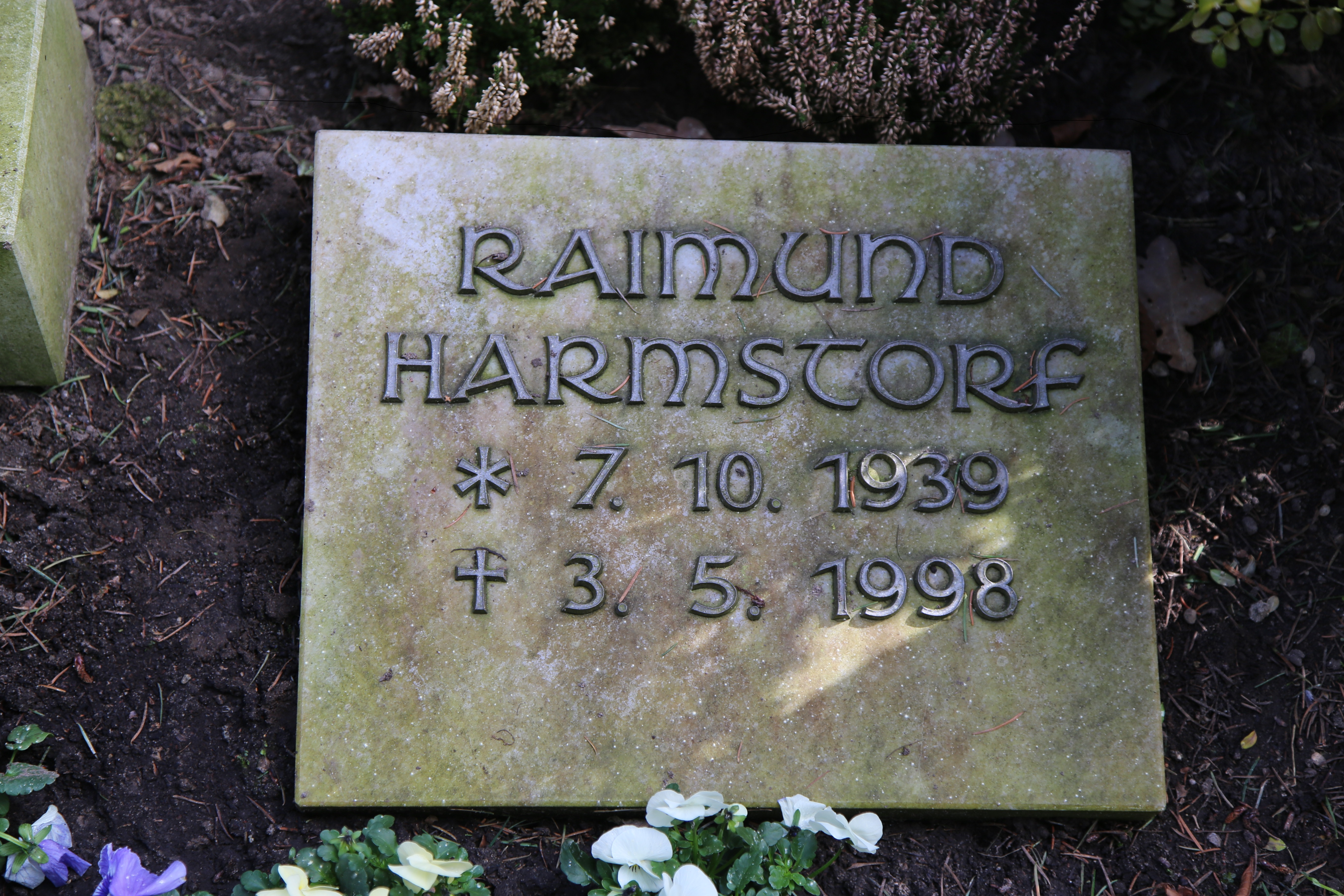
Grab von Raimund Harmstorf

Die Polizei und der Enthüllungs-Reporter Günter Wallraff sehen einen Teil der Schuld an Harmstorfs Tod bei den Medien, allen voran der Bild-Zeitung. Am 2. Mai 1998 berichtete diese unter der Schlagzeile Seewolf Raimund Harmstorf in der Psychiatrie über die Krankheit des Schauspielers und dass er mit aufgeschnittenen Pulsadern von der Polizei aufgefunden und in die Psychiatrie gebracht worden sei. Seine Lebensgefährtin Gudrun Staeb berichtete, dass er zunächst über die Bild-Meldung gesagt habe: „Das muss ein schlechter Scherz sein“ und dann: „Das ist mein Todesurteil.“ Nach dem Bericht wurde das Haus von Harmstorf von Reportern belagert. Ein Vertrauter der Familie urteilte: „Der Besuch der Journalisten war der Tropfen, der das Fass zum Überlaufen brachte.“ In der folgenden Nacht starb Harmstorf im Alter von 58 Jahren durch Suizid auf seinem Bauernhof in Selbensberg.
Der Bericht der Bild war insofern nicht korrekt, als Harmstorf – offenbar ausgelöst durch Medikamente gegen Parkinson – an Wahnvorstellungen und Angstzuständen litt und mit Tabletten einen Suizidversuch unternommen hatte; die Staatsanwaltschaft bestätigte das. Daraufhin hatte er sich selbst in eine psychiatrische Klinik eingewiesen. Der Bild-Bericht und daraufhin erscheinende Reporter lösten in Harmstorf etwas aus, das ihm den Lebensmut nahm. Die Polizei bestätigte vorliegende Erkenntnisse, „dass ein Mitauslöser für den Suizid in der Medienberichterstattung des vergangenen Samstags zu sehen ist.“ Wallraff ging noch einen Schritt weiter: „Den Schauspieler Raimund Harmstorf hat Bild auf dem Gewissen.“
Harmstorfs Grab befindet sich auf dem Friedhof in Bad Oldesloe, dem Herkunftsort seines Vaters, in dem er mehrere Abschnitte seines Lebens verbrachte und in dem eine Straße nach ihm benannt ist.

## Schauspielkarriere
1971 spielte Harmstorf die Rolle des brutalen Kapitäns Wolf Larsen in dem ZDF-Abenteuervierteiler Der Seewolf, der nach dem gleichnamigen Roman von Jack London entstand. Obwohl die Produzenten den 31-jährigen Darsteller zunächst für zu jung hielten, konnte sie der athletische Harmstorf durch seine körperliche Präsenz davon überzeugen, dass er der richtige Mann für die Rolle sei. Seine „zu junge“ Stimme wurde zu Harmstorfs Verärgerung durch die Stimme des älteren Synchronsprechers Kurt E. Ludwig ersetzt.
Harmstorf hatte als Seewolf den Höhepunkt seiner Karriere erreicht. In den 1970er Jahren war er zwar in mehreren internationalen Abenteuerfilmen zu sehen und drehte mit Stars wie Franco Nero und Charlton Heston. Doch die Filme waren meist zweit- oder drittklassig und Harmstorf durfte oft nur in der Klischeerolle des „bösen Deutschen“ auftreten. 1976 feierte der Schauspieler einen zweiten Fernseherfolg in Deutschland, als er in dem gleichnamigen Abenteuervierteiler als Michael Strogoff auftrat, der nach dem Roman Der Kurier des Zaren von Jules Verne entstand. 1978 spielte er in dem Film Sie nannten ihn Mücke als Widersacher von Mücke (gespielt von Bud Spencer) einen unbeliebten Football-Trainer der in Italien stationierten US-Army. Nachdem seine Filmkarriere in den 1980er Jahren zum Erliegen gekommen war, trat Harmstorf in deutschen Fernsehproduktionen wie Tatort, Klinik unter Palmen und Die Schwarzwaldklinik auf. Ihm wurden jedoch immer weniger Rollen angeboten.
Harmstorf war regelmäßig als Theaterschauspieler zu sehen und trat zum Beispiel mehrfach in Karl-May-Bühneninszenierungen auf:
- 1968: Der Schatz im Silbersee, als Kleiner Bär (Berlin/Deutschlandhalle)
- 1976: Winnetou I, als Santer (Karl-May-Spiele Bad Segeberg)
- 1979: Old Firehand, als Titelheld (Karl-May-Spiele Bad Segeberg)
- 1994: Winnetou und Old Shatterhand, als Old Shatterhand (Wien)

Weitere Theateraufführungen:
- 1958: Faust II, als Valentin (Deutsches Schauspielhaus Hamburg)
- 1965: Zeit der Schuldlosen, als Hauptmann (Stadttheater Rheydt)
- 1965: Maria Stuart, als Okelly, Mortimers Freund (Stadttheater Rheydt)
- 1985: Blaubarts achte Frau (Kleine Komödie Hamburg)
- 1988: Dantons Tod (Perchtoldsdorfer Sommerspiele)
- 1996: Götz von Berlichingen, in der Titelrolle (Burgfestspiele Jagsthausen)

## Filmografie (Auswahl)

### Fernsehproduktionen
- 1965: Don Juan
- 1965: Leutnant Nant
- 1966: Die Chefin
- 1968: Babeck (ZDF-Dreiteiler)
- 1968: Detektiv Quarles (Serie)
- 1969: Die Revolte
- 1970: Aktenzeichen XY … ungelöst (Fernsehreihe, Sendung vom 6.3.1970)
- 1970: Finder, bitte melden
- 1970: Die Kriminalerzählung (Serie)
- 1971: Der Seewolf
- 1971: Semesterferien (Serie)
- 1974: Der Kommissar – Schwierigkeiten eines Außenseiters
- 1974: Ehrenhäuptling der Watubas
- 1975: Derrick – Zeichen der Gewalt (Folge 8)
- 1976: Könige sterben einsam (Le jeune homme et le lion, TV-Vierteiler)
- 1976: Michael Strogoff (ZDF-Vierteiler)
- 1977: Mr. Carlis und seine abenteuerlichen Geschichten (Serie)
- 1979: Derrick – Tandem (Folge 58)
- 1982: Der Alte – Eine Frau ist verschwunden (Folge 61)
- 1983: Wunderland
- 1983: Der Alte – Kalt wie Diamant (Folge 67)
- 1983: Tiefe Wasser (zweiteiliger Fernsehfilm)
- 1985: Der kleine Riese
- 1987: Tatort: Tod im Elefantenhaus
- 1987: Derrick – Die Dame aus Amsterdam (Folge 149)
- 1988: Big Man – Der Clan der Fälscher (Il professore – Fanciulla che ride)
- 1987/1989: Die Schwarzwaldklinik
- 1991: Alaska Kid (Serie)
- 1991: Ein Fall für zwei – Blattschuß
- 1992–1994: Himmel über Afrika (African Skies, Serie)
- 1993: Glückliche Reise – Kanada (Fernsehreihe)
- 1996: Klinik unter Palmen
- 1997: Küstenwache (Pilotfilm)

### Kinofilme
- 1969: Donnerwetter! Donnerwetter! Bonifatius Kiesewetter
- 1970: Siegfried und das sagenhafte Liebesleben der Nibelungen
- 1972: Der Schrei der schwarzen Wölfe
- 1972: Blutiger Freitag
- 1972: Ruf der Wildnis (The Call of the Wild)
- 1973: Jack London: Wolfsblut (Zanna Bianca)
- 1974: Die Teufelsschlucht der wilden Wölfe (Il ritorno di Zanna Bianca)
- 1975: Nobody ist der Größte (Un genio, due compari, un pollo)
- 1977: Der Mann aus Virginia (California)
- 1977: Ein Haufen verwegener Hunde (Quel maledetto treno blindato)
- 1977: Mr. Mean
- 1978: Sie nannten ihn Mücke (Lo chiamavano Bulldozer)
- 1979: Götz von Berlichingen mit der eisernen Hand
- 1979: Der Große mit seinem außerirdischen Kleinen (Uno sceriffo extraterrestre – poco extra e molto terrestre)
- 1980: Giganten der Landstraße (L’empreinte des géants)
- 1980: Warum die UFOs unseren Salat klauen
- 1982: S.A.S. Malko – Im Auftrag des Pentagon (S.A.S. à San Salvador)
- 1983: Thunder
- 1984: Sag’ nie wieder Indio (Cane arrabbiato)
- 1985: Das Wunder
- 1986: Geld oder Leber!
- 1987: Thunder 2
- 1990: Café Europa
- 1994: Islandic Warrior (The Viking Sagas)
- 1995: Die Wölfe (The Wolves)
- 1997: Blutrausch